# Московское шоссе (Санкт-Петербург)
Моско́вское шоссе́ — магистраль Санкт-Петербурга-Петрограда-Ленинграда, начальный отрезок дороги на Москву (современная трасса М10 E 105 «Россия»). Этот топоним имеет два исторических приложения:
- с 1830-х годов до 1950 года Московским шоссе называлось прямолинейное продолжение Обуховского (с 1878 Забалканского, и с 1918 Международного) проспекта за административной границей города. Соответственно, в 1878 году начало Московского шоссе переместилось от Новомосковского моста через Обводный канал к Московским воротам, а в 1910-е годы — к железнодорожному путепроводу Путиловской ветви за Рощинской улицей.
- в 1950 году проспект Сталина объединил Международный проспект и прямолинейно продолжающий его участок Московского шоссе на отрезке от путепровода до развилки у Средней Рогатки (нынешняя площадь Победы). С этого времени и по настоящее время началом Московского шоссе является площадь Победы, к которой оно примыкает под углом около 45° относительно Московского проспекта, отходя от него на юго-восток.

Петербургское Московское шоссе расположено в Московском и Пушкинском районах. Оно проходит от площади Победы до границы города. Длина более 20 км.

## История
В первой четверти XVIII века был проложен тракт из столицы к Сарской мызе (Царское Село), получивший название Царскосельская дорога. Её продолжение на Новгород и Москву в XVIII веке называлось, соответственно, Большая Московская дорога и Новгородская дорога. В XIX веке Царскосельская дорога в пределах Петербургской губернии стала называться Московским шоссе. До 1917 года Московское шоссе было топонимом не городским, а исключительно пригородным, и по мере раздвижения границ города начало шоссе смещалось на юг. В 1878 году вместе с Московской заставой начало шоссе было перенесено от скотобойни у Обводного канала к Московским воротам. В 1885 году городскую черту отодвинули вновь, на этот раз к железнодорожному путепроводу у Рощинской, и Московское шоссе стало начинаться у территории нынешнего завода «Электросила».
Вплоть до начала 1917 года земли по обе стороны Московского шоссе до Средней Рогатки административно относились к Московской волости Петроградского уезда. Сразу после Февральской революции городская дума Петрограда инициировала процесс включения в черту города его ближайших рабочих окраин, которые при монархии имели промежуточный статус «пригородных участков» с двойным подчинением как городу, так и реликтовым волостям. «Московская волость Петроградского уезда» исчезла, однако до переименования аннексированного городом участка шоссе дело не дошло, и с того времени Московское шоссе стало также и городским топонимом.
Вплоть до 1950 года Московское шоссе в пределах Ленинграда имело два отрезка: от путепровода до Средней Рогатки — как прямолинейное продолжение Международного проспекта, и от Средней Рогатки на юго-восток — как самостоятельная трасса, идущая от Средней Рогатки в сторону Москвы. В 1950 году Международный проспект был переименован в проспект Сталина с присоединением к нему меридионального отрезка Московского шоссе вплоть до Средней Рогатки.
В 1933—1934 годах на Московском шоссе за Средней Рогаткой было возведено здание мясокомбината им. С. М. Кирова (д. 13, ныне ОАО «Самсон»). В 1936—1941 годах построены жилые дома работников мясокомбината (д. 14-16, арх. А. А. Юнгер, К Н. Лебедев, А. Н. Сибиряков). В 1966—1967 годах в начале Московского шоссе сооружён жилой комплекс (д. 2-10, арх. С. Б. Сперанский). В 1941—1944 годах у развилки между Пулковским шоссе и Московским шоссе проходил один из рубежей обороны города; здесь сохранены два дота.

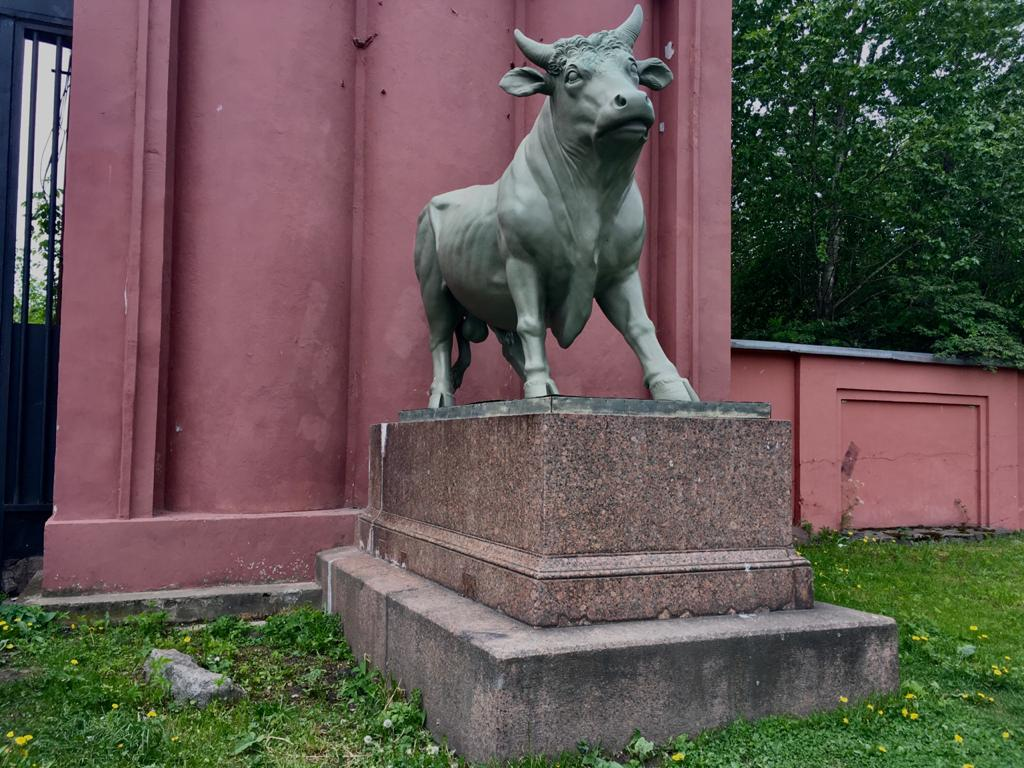
Быки Скотопригонного двора, ныне Московское шоссе 13

## Достопримечательности
- Пулковский парк;
- церкви Георгия Победоносца и Рождества Христова в Пулковском парке;
- НИИ им. академика А. Н. Крылова;
- Дизельный ЦНИИ (д. 25);
- бывший мясокомбинат имени С. М. Кирова (АО «Самсон») на Московском шоссе, 13 (1931—1933, архитекторы Н. А. Троцкий, Р. Я. Зеликман, Б. П. Светлицкий)  7830800000;
- у ворот комбината «Самсон» установлены парные статуи быков работы В. И. Демут-Малиновского (1827), которые ранее украшали вход в Скотопригонный двор на Обводном канале  781720972680006.

В Пушкине:
- № 7-9 — лечебница А. Л. Эбермана, 1860-е гг., архитектор Александр Видов, перестроена в 1910-х.  7830461000
- № 11 — дача великого князя Бориса Владимировича. Главный дом был построен в 1896 по проекту архитекторов Шернборна, Скотта и Сильвио Данини. Комплекс включает также запасной дом, оранжерею, конюшенный корпус, ограду и парк.  7810460002
- дом № 23 — дом, в котором в 1877—1919 гг. жил и работал художник Павел Чистяков. 1876—1877 гг., архитектор Александр Кольб, ныне дом-музей.  7802576000
- дом № 27 — дача В. В. Дерикера, 1875, архитектор Александр Кольб[2].  7802282000
- дом № 29 — дача Ф. М. Амброжевича, 1876, архитектор Болеслав Рожановский[3].  7831143000